# براندون دوغاتي
براندون دوغاتي (بالإنجليزية: Brandon Doughty)‏ هو لاعب كرة قدم أمريكية أمريكي، ولد في 6 أكتوبر 1991 في ديفي في الولايات المتحدة.

## وصلات خارجية
- براندون دوغاتي على موقع مرجع كرة القدم المحترفة.كوم (الإنجليزية)
- براندون دوغاتي على موقع كلية كرة القدم في سبورتس رفرنس.كوم (الإنجليزية)